# Manuele Moscopulo
Manuele Moscopulo (in greco Μανουήλ Μοσχόπουλος?; XIII secolo – XIV secolo) è stato uno scrittore e grammatico bizantino.
Moschopoulos significa "piccolo vitello," ed è probabilmente un soprannome.

## Biografia

Un quadrato magico di Manuele Moscopulo.

Manuele Moscopulo era allievo di Massimo Planude e forse gli succedette nell'importante carica di preside dell'università di Costantinopoli, dove insegnò. Una sua intromissione misteriosa e non ben documentata nelle vicende politiche della nazione portò al suo imprigionamento per un breve periodo. La sua opera principale furono gli Erotemata grammaticalia (greco: Ἐρωτήματα Γραμματικά), in forma di domande e risposte, basati su un'anonima epitome di grammatica, e integrati da un lessico di nomi attici.
Fu anche l'autore di scholia sui primi due libri dell'Iliade, su Esiodo, Teocrito, Pindaro e altri autori classici e medioevali; scrisse inoltre indovinelli, lettere, un trattato sui quadrati magici e un pamphlet teologico anti-latino. Una selezione delle sue opere venne pubblicata con il titolo di Manuelis Moschopuli opuscula grammatica da Franz Niklas Titze (Leipzig, 1822); si veda anche Karl Krumbacher, Geschichte der byzantinischen Litteratur (1897) e Maximilian Treu, Maximi monachi Planudis epistulae (1890), p. 208.